# Ichthyophis pseudangularis
Ichthyophis pseudangularis är en groddjursart som beskrevs av Taylor 1965. Ichthyophis pseudangularis ingår i släktet Ichthyophis och familjen Ichthyophiidae. IUCN kategoriserar arten globalt som sårbar. Inga underarter finns listade i Catalogue of Life.